# Quinton Aaron
Quinton Aaron (New York, 15 agosto 1984) è un attore statunitense, noto per aver interpretato il protagonista Michael Oher nel film biografico The Blind Side, candidato all'Oscar nel 2009.

## Riconoscimenti
- Candidatura agli MTV Movie Awards 2010: Miglior performance rivelazione per The Blind Side

## Filmografia parziale

### Cinema
- Feliz Navidad, regia di Michael Baez (2006)
- I Hate Black People, regia di Martin Dorsla - cortometraggio (2007)
- Be Kind Rewind - Gli acchiappafilm (Be Kind Rewind), regia di Michel Gondry (2007)
- Cred, regia di Sherman Payne - cortometraggio (2009)
- The Ministers - Giustizia violenta (The Ministers), regia di Franc. Reyes (2009)
- Mr. Brooklyn, regia di Jason Sokoloff - cortometraggio (2009)
- The Blind Side, regia di John Lee Hancock (2009)
- Paranormal Movie, regia di Kevin Farley (2013)
- 1982, regia di Tommy Oliver (2013)
- The Appearing, regia di Daric Gates (2014)
- Left Behind - La profezia (Left Behind), regia di Vic Armstrong (2014)
- My First Miracle, regia di Rudy Luna (2015)
- Mothers and Daughters, regia di Paul Duddridge e Nigel Levy (2016)
- Hero of the Underworld, regia di John Vincent (2016)
- It's Not My Fault and I Don't Care Anyway, regia di Chris Craddock (2017)

### Televisione
- Law & Order - I due volti della giustizia (Law & Order) – serie TV, episodi 17x18-17x19 (2007)
- Law & Order - Unità vittime speciali (Law & Order: Special Victims Unit) – serie TV, episodio 11x17 (2010)
- Mercy – serie TV, episodio 1x20 (2010)
- One Tree Hill – serie TV, episodi 8x14-8x17 (2011)
- Gods of Medicine – serie TV, 7 episodi (2018-2020)

## Doppiatori italiani
Nelle versioni in italiano delle opere in cui ha recitato, Quinton Aaron è stato doppiato da:
- Paolo Vivio in The Blind Side
- Leonardo Graziano in Law & Order - Unità vittime speciali
- Alberto Angrisano in Left Behind - La profezia